# Tetsuji Hashiratani
Tetsuji Hashiratani (柱谷 哲二, Hashiratani Tetsuji, Kyoto, 15 juli 1964) is een Japans voormalig voetballer die als verdediger speelde.

## Clubcarrière
In 1983 ging Hashiratani naar de Kokushikan University, waar hij in het schoolteam voetbalde. Nadat hij in 1987 afstudeerde, ging Hashiratani spelen voor Nissan Motors. Met deze club werd hij in 1988/89 en 1989/90 kampioen van Japan. In 5 jaar speelde hij er 97 competitiewedstrijden en scoorde 2 goals. Hij tekende in 1992 bij Verdy Kawasaki. Met deze club werd hij in 1993 en 1994 kampioen van Japan. In 7 jaar speelde hij er 183 competitiewedstrijden en scoorde 13 goals. Hashiratani beëindigde zijn spelersloopbaan in 1998.

## Japans voetbalelftal
Hashiratani debuteerde in 1988 in het Japans nationaal elftal en speelde 72 interlands, waarin hij 6 keer scoorde.

## Statistieken
| Japans voetbalelftal | Japans voetbalelftal | Japans voetbalelftal |
| Jaar                 | Wed.                 | Dlp.                 |
| -------------------- | -------------------- | -------------------- |
| 1988                 | 5                    | 1                    |
| 1989                 | 10                   | 0                    |
| 1990                 | 6                    | 1                    |
| 1991                 | 2                    | 1                    |
| 1992                 | 11                   | 0                    |
| 1993                 | 14                   | 2                    |
| 1994                 | 9                    | 1                    |
| 1995                 | 15                   | 0                    |
| Totaal               | 72                   | 6                    |